# Nyiredy Szabolcs (növénykémikus)
Nyiredy Szabolcs (Budapest, 1950. június 7. – Budapest, 2006. október 30.) növénykémikus, farmakológus, egyetemi tanár, a kémiai tudomány doktora, a Magyar Tudományos Akadémia levelező tagja. A gyógyszerészeti célú hazai gyógynövénykutatás kiemelkedő alakja, a kromatográfiás növényikomponens-elválasztás technikájának hazai apostola volt. 1990-től haláláig, 2006-ig irányította a Gyógynövénykutató Intézetben folyó tudományos kutatásokat.

## Életútja
1968-tól 1971-ig a Budapesti Műszaki Egyetem vegyészmérnöki karának hallgatója volt. 1971-ben beiratkozott a Semmelweis Orvostudományi Egyetemre (SOTE), s itt szerezte meg gyógyszerészi oklevelét 1975-ben, gyógyszerészdoktori oklevelét 1976-ban. 1975 és 1983 között előbb a SOTE gyógyszerészeti intézetének ösztöndíjasa, utóbb gyógynövény- és drogismereti intézetének tanársegéde és adjunktusa volt, egyúttal gyógyszertechnológusként és fitokémikus szakgyógyszerészként is tevékenykedett. 1983-tól 1990-ig a zürichi műszaki főiskola, az Eidgenössische Technische Hochschule gyógyszerészeti intézetében volt előbb rövid ideig ösztöndíjas, majd maga is tanított docensi címmel. Kapcsolatát eközben a hazai tudományossággal sem veszítette el: értekezése megvédését követően, 1985-ben a biológiai tudomány kandidátusa lett. Hazatérését követően, 1991-ben újabb sikeres disszertációjának köszönhetően a kémiai tudomány doktora cím birtokosa lett. 1990 októberétől haláláig irányította a budakalászi Gyógynövénykutató Intézetben folyó munkát, előbb igazgatóként, majd az 1991. évi részvénytársasággá alakulást követően elnök-igazgatóként. 1992-ben a SOTE címzetes egyetemi tanára lett, de 1996-ban az ELTE-n is habilitált.

## Munkássága
A fitokémia területén legfontosabb kutatásai a növényi hatóanyagok, komponensek izolálási stratégiáinak, elválasztási módszereinek kidolgozására és fejlesztésére irányultak. A magyarországi fitokémiai kutatásokban elterjesztette és továbbfejlesztette a folyadékkromatográfiát, a rotációs planárkromatográfiát, illetve kidolgozta a nevéhez köthető extrakciós eljárást. Pályája során tizenhárom elválasztási eljárást szabadalmaztatott.
Kutatásai mellett jelentős és hatékony tudományszervező egyéniségnek bizonyult. Irányítása alatt a rendszerváltást követően elbizonytalanodott helyzetű Gyógynövénykutató Intézet működési feltételei és tudományos tekintélye megerősödött, a nemesítési munkák mellett a hazai kromatográfiás növénykémiai kutatások első számú központja lett. Emellett fáradhatatlan szervezője volt tudományos társaságoknak és kongresszusoknak. 1998 és 2005 között munkájának és nemzetközi kapcsolatainak köszönhetően rendezték meg Magyarországon hét alkalommal a nemzetközi planárkromatográfiai konferenciasorozatot.
Tanulmányai és mintegy százharminc publikációja mellett 1987-től szerkesztette az MTA által kiadott Journal of Planar Chromatography című szaklapot.

### Társasági tagságai és elismerései
2004-ben a Magyar Tudományos Akadémia levelező tagjává választották, tagja volt az MTA analitikai kémiai bizottságának, valamint a Doktori Tanács II. kémiai szakbizottságának. 1996-tól alapító elnöke volt a Magyar Elválasztástudományi Társaságnak, 2000 után főtitkári, illetvi elnöki feladatokat látott el a Magyar Gyógyszerésztudományi Társaságban is.
1998-ban elnyerte a Széchenyi professzori ösztöndíjat, 2005-ben pedig tudományos érdemei elismeréseként Gábor Dénes-díjat kapott.

### Főbb művei
- Gyógynövények a gyógyászatban. Budapest: Medicina. 1984.   (társszerzőként)
- Gyógynövények korszerű terápiás alkalmazása. Budapest: Medicina. 1989.   (társszerzőként)
- Planar chromatography: A retrospective view for the third millennium. Budapest: Springer. 2001.   (szerkesztette)

## Emlékezete
- Az Egymásért vagyunk című, 2020-ban megjelent tudománytörténeti összeállításban munkásságára történő visszatekintés jelenik meg.[1]